# Olajide Williams
Olajide Williams (20 luglio 1988) è un ex calciatore nigeriano, di ruolo attaccante.

## Carriera
Ha giocato nella massima serie dei campionati armeno, birmano e finlandese.